# アイスダンス

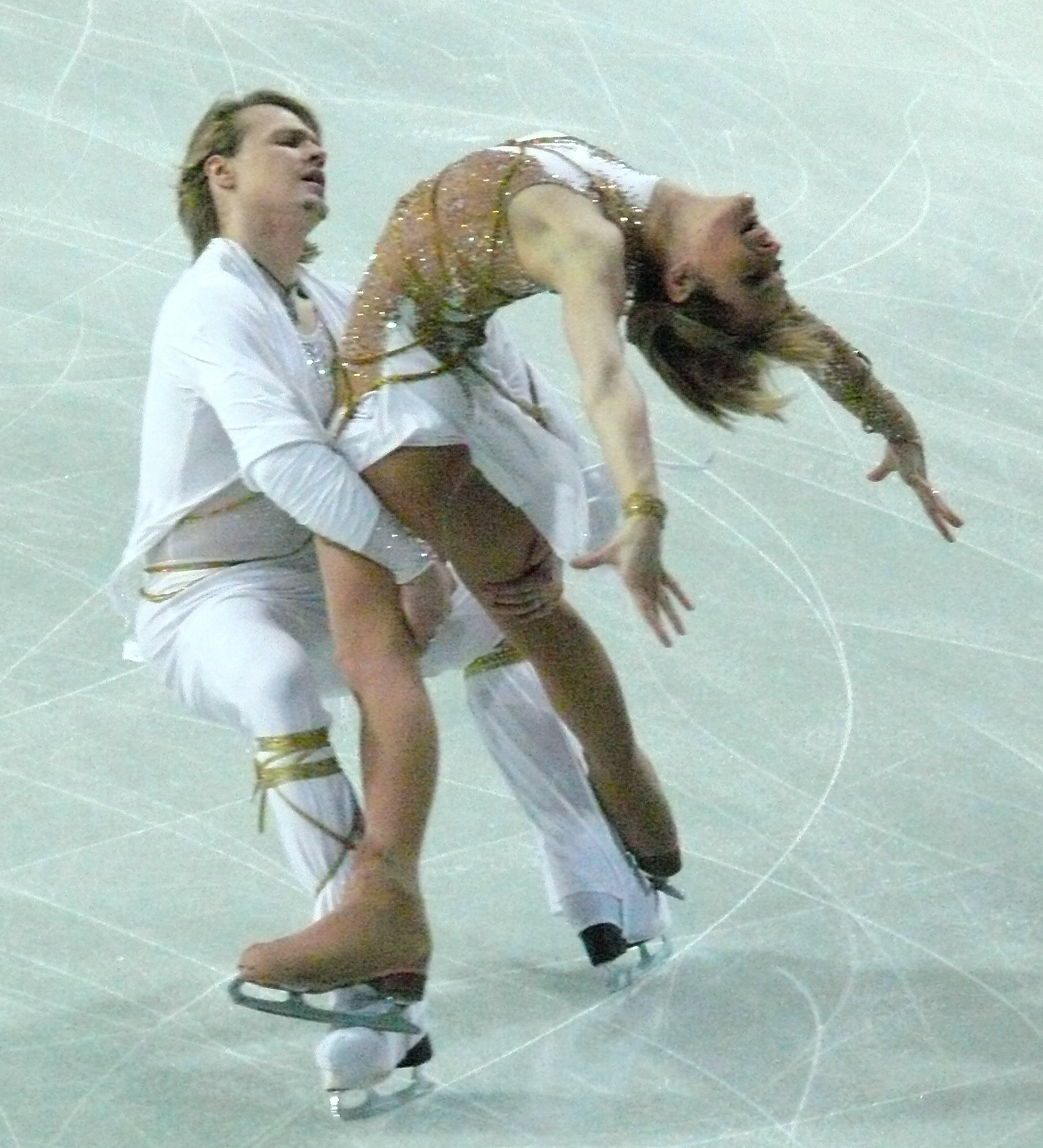
デンコヴァ&スタビスキー組

アイスダンス（英:Ice Dance）とは、フィギュアスケート競技のひとつ。
一組の男女が音楽に合わせてステップワークやリフトなどを行い得点を競う。マスメディアからは「氷上の社交ダンス」と形容される 。

## 歴史
1952年、第43回世界フィギュアスケート選手権（パリ）で世界選手権の正式種目となった。1976年、第12回冬季オリンピック（インスブルック）で冬季オリンピックの正式種目となった。
1950年代はイギリスが世界をリードしたが、1970年代からソビエト連邦（ロシア）が台頭した。冬季オリンピックの花形種目の一つであり、ロシア、アメリカ、フランス、イタリア、カナダなどが有力選手を数多く輩出している。

## 国際スケート連盟ルール
一組の男女がフリーダンス種目を、またはパターンダンスかショートダンスとフリーダンスの2つの種目を演技し合計得点を競う。国際スケート連盟が主催する競技会では、ショートダンスとフリーダンスの合計で競われる。
男女が別々にスピンを行うソロスピン、1回転半を超えるジャンプ、パートナーを肩より上に持ち上げるリフト、制限時間を超えるリフトなどは禁止されている（ただし、ペアとは異なり女性が男性を持ち上げるリフトは認められている）。また、基本的に男女が離れて演技することも禁止されているため、近年においては、二人が接近している中で、スピーディで切れのあるステップワークが要求され、さらに深い（より傾いて滑る）エッジワーク、難易度の高いリフトも要求される。
スケートの技術そのものや「ユニゾンが合っていたか」といった見分けが難しい部分で得点が左右され、比較的成否の判断がつきやすいジャンプが必須要素ではなく、転倒も少ない。そのため観客（特にスケートを見始めたばかりの人）からはカップル間の出来映えの差が分かりにくい競技でもある。
2009-2010シーズンまでは、コンパルソリーダンス（パターンダンスの旧名称）、オリジナルダンス、フリーダンスの3種目での合計得点で、また同シーズンまでのISUグランプリファイナルではオリジナルダンスとフリーダンスの2種目の合計得点で競われた。

### ショートダンス
演技時間は2分50秒。予め指定されたリズムとテンポに対し競技者が自由に選曲した音楽を用い、自由に構成した演技を行う。ただし、ステップシークエンス、ダンスリフトなどの必須要素と、予め規定された1分程度のステップ・パターン滑走を含まなくてはならない。ヴォーカル入りの音楽を用いることも許されている。リズム、テンポ、必須要素、ステップ・パターンは各シーズンごとに指定される。

### フリーダンス
演技時間はジュニアが3分30秒、シニアが4分。自由に選曲した音楽を用い（ただし、音楽はリズム・ビートを伴うものでなくてはならない。メロディのみの音楽は不可）、自由に構成した演技を行うもの。ただし、ステップシークエンス、ダンスリフト、ダンススピンなどの必須要素を含まなくてはならない。ヴォーカル入りの音楽を用いることも許されている。

### パターンダンス（コンパルソリーダンス）
予め指定されたリズムとテンポの音楽を用い、予め規定されたステップ・パターンを滑走するもの。すなわちすべてのカップルが同じステップを滑走する。
リズムは所定の22種類（ワルツ、クイックステップ、タンゴ等）から各シーズンごとに3課題が指定され、更に試合ごとに抽選でそのうちの1つが選ばれる。
2010年に種目の呼称が、コンパルソリーダンスからパターンダンスに変更された。

### オリジナルダンス
演技時間は2分30秒。予め指定されたリズムに対し自由に選曲した音楽を用い、自由に構成した演技を行う。ただし、ステップシークエンス、ダンスリフト、ダンススピンなどの必須要素を含まなくてはならない。ヴォーカル入りの音楽を用いることも許されている。
リズムと演技時間と必須要素は各シーズンごとに指定される。

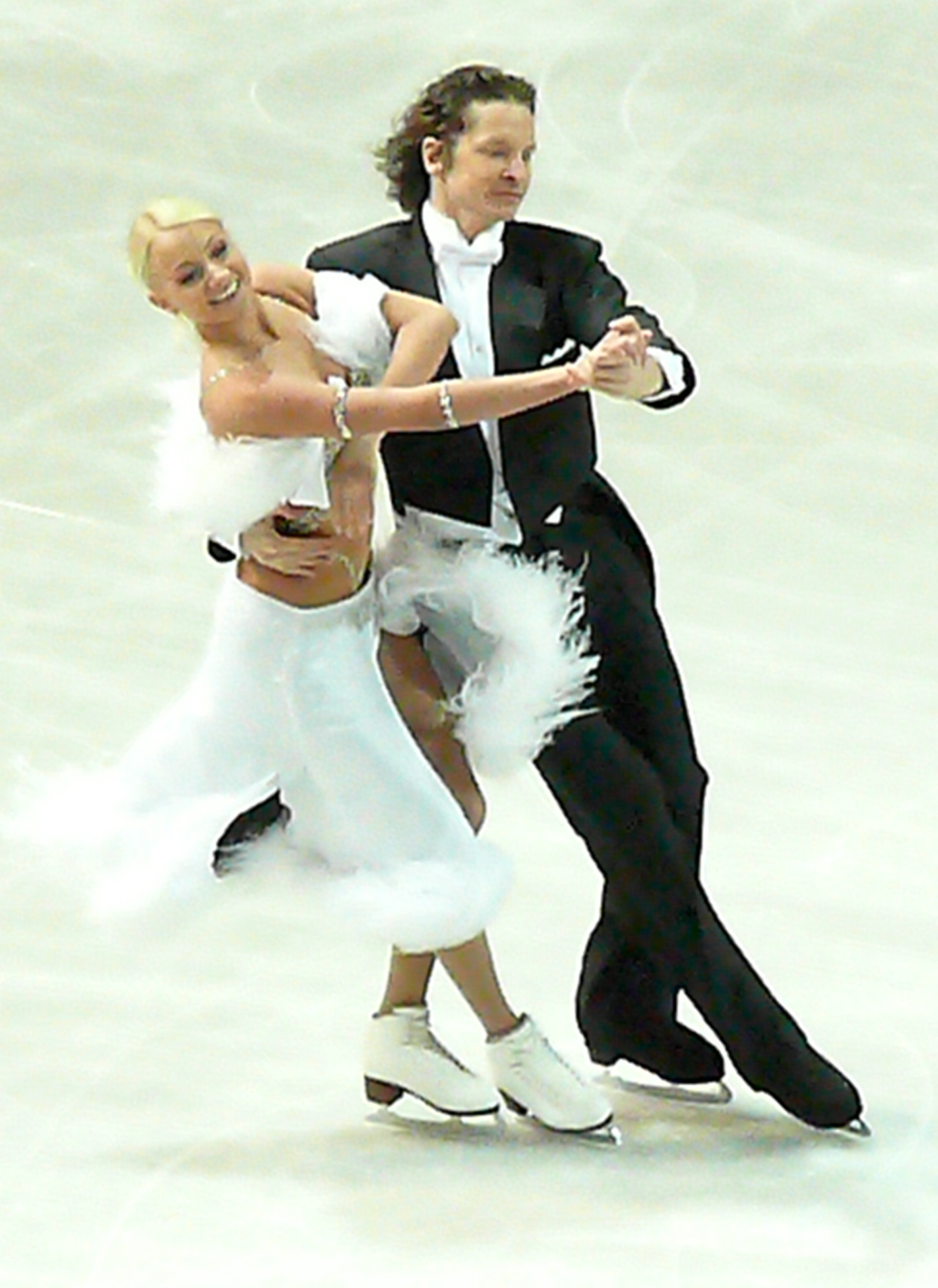
コンパルソリーダンス (オクサナ・ドムニナ & マキシム・シャバリン)
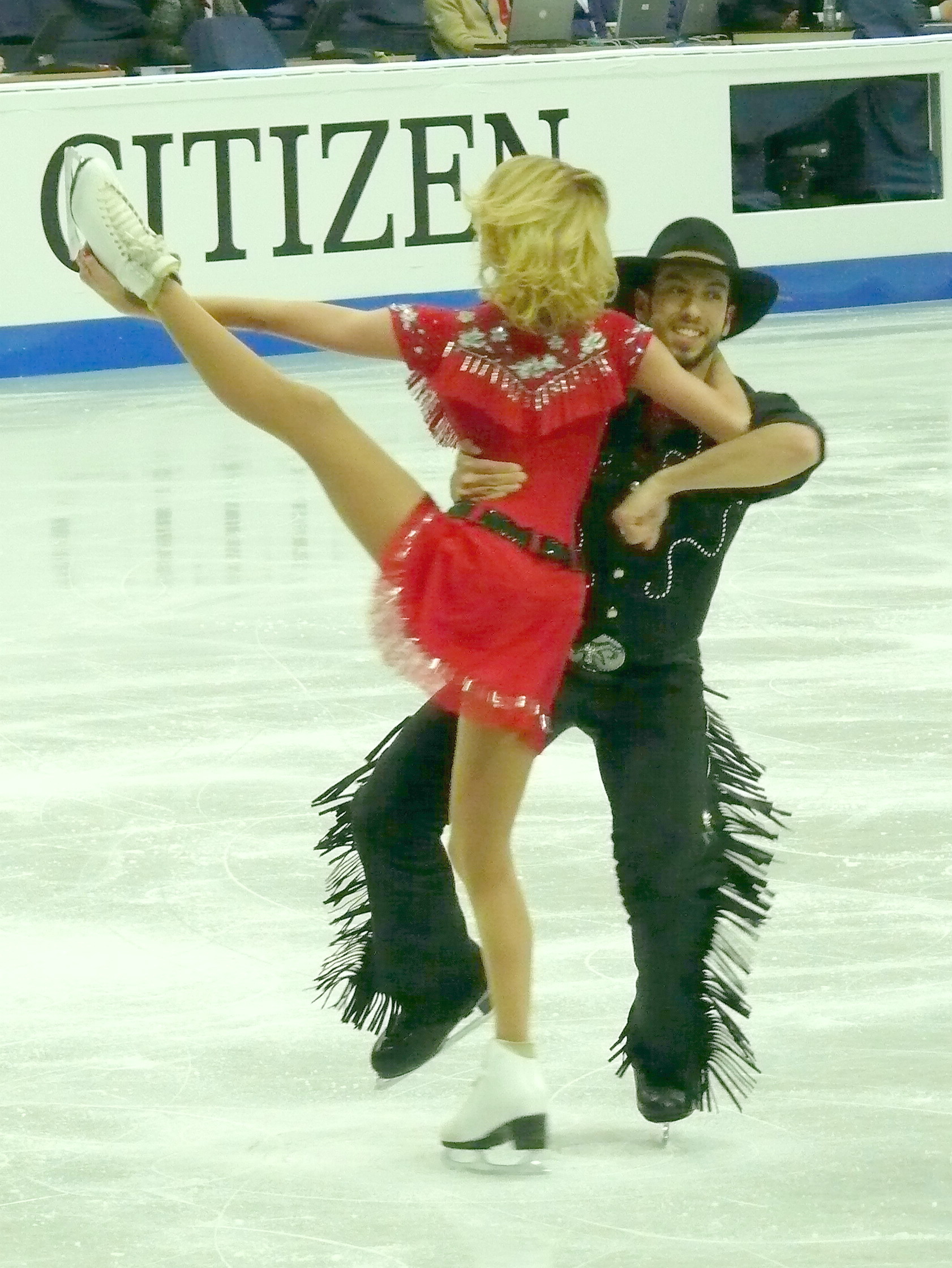
オリジナルダンス (タニス・ベルビン & ベンジャミン・アゴスト)
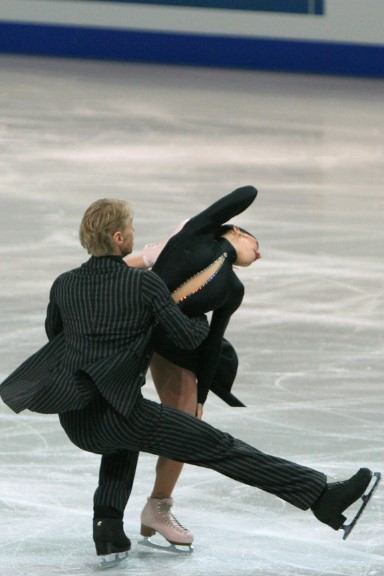
フリーダンス (イザベル・ドロベル & オリヴィエ・シェーンフェルダー)

## 著名な選手
- ジェーン・トービル / クリストファー・ディーン - 1984年サラエボ五輪においてフリー「ボレロ」で芸術点満点で優勝
- マリナ・クリモワ / セルゲイ・ポノマレンコ - 1992年アルベールビル五輪優勝
- パーシャ・グリシュク / エフゲニー・プラトフ - 1994年リレハンメル五輪・1998年長野五輪2回連続優勝　1994年から1997年まで世界選手権4回連続優勝
- マルガリータ・ドロビアツコ / ポヴィラス・ヴァナガス - 2000年世界選手権3位でリトアニア選手として初めての世界選手権メダル獲得
- マリナ・アニシナ / グウェンダル・ペーゼラ - 2002年ソルトレイク五輪優勝
- アルベナ・デンコワ / マキシム・スタビスキー - 2006年・2007年世界選手権優勝
- テッサ・ヴァーチュ / スコット・モイア - 2010年バンクーバー五輪・2018年平昌五輪優勝
- メリル・デイヴィス / チャーリー・ホワイト -2014年ソチ五輪優勝 、 2011年・2013年世界選手権優勝、グランプリファイナル5連覇
- ガブリエラ・パパダキス / ギヨーム・シゼロン - 2022年北京五輪優勝、2015年・2016年・2018年・2019年・2022年世界選手権優勝。ショートダンス、フリーダンス、トータルスコアの世界最高点を記録（2018年世界選手権）
- 佐藤紀子 / 高橋忠之 - 1984年サラエボ五輪アイスダンス日本人選手として五輪初出場で17位。1979年から1985年まで世界選手権7回連続（佐藤は6回）出場し、1985年世界選手権東京大会で13位
- 渡辺心 / 木戸章之 - 2006年トリノ五輪において日本人選手五輪歴代最高順位（15位）
- 村元哉中 / クリス・リード - 2018年平昌五輪において日本人選手五輪歴代最高順位タイ（15位）